# Mourvilles-Basses
Mourvilles-Basses is een gemeente in het Franse departement Haute-Garonne (regio Occitanie) en telt 67 inwoners (2009). De plaats maakt deel uit van het arrondissement Toulouse.

## Geografie
De oppervlakte van Mourvilles-Basses bedraagt 4,8 km², de bevolkingsdichtheid is dus 14 inwoners per km².
De onderstaande kaart toont de ligging van Mourvilles-Basses met de belangrijkste infrastructuur en aangrenzende gemeenten.

## Demografie
De figuur toont het verloop van het inwonertal (bron: INSEE-tellingen).